# Wurster Nordseeküste
Wurster Nordseeküste (niederdeutsch Wuster Noordseeküst) ist eine zum 1. Januar 2015 gebildete Gemeinde im niedersächsischen Landkreis Cuxhaven. Sie hat eine Fläche von 181,76 km² und rund 17.000 Einwohner. Damit ist sie nach der Stadt Cuxhaven und der ebenfalls am 1. Januar 2015 neu gebildeten Stadt Geestland die Kommune mit der dritthöchsten Einwohnerzahl im Landkreis Cuxhaven.

## Geografie

### Lage
Wurster Nordseeküste liegt in der Landschaft Land Wursten an der Nordseeküste zwischen Bremerhaven und Cuxhaven. Sie besteht im Wesentlichen aus Marschland.

### Gemeindegliederung
Wurster Nordseeküste ist eine Einheitsgemeinde und setzt sich aus den folgenden Ortschaften und Ortsteilen zusammen:
- Cappel
- Dorum
  - Dorum-Neufeld (niederdeutsch Dorum-Neefeld)
- Midlum (niederdeutsch Millm)
  - Kransburg (niederdeutsch Kraansborg)
- Misselwarden
  - Niederstrich (niederdeutsch Nedderstreek)
  - Oberstrich (niederdeutsch Overstreek)
- Mulsum (niederdeutsch Mulsen)
  - Lewing (niederdeutsch Lewen)
  - Wierde
- Nordholz (niederdeutsch Noordholt)
  - Cappel-Neufeld (niederdeutsch Cappel-Neefeld)
  - Deichsende (niederdeutsch Dieksenn)
  - Scharnstedt (niederdeutsch Scharnst)
  - Spieka (niederdeutsch Spiek)
  - Spieka-Neufeld (niederdeutsch Spieker-Neefeld)
  - Wanhöden
  - Wursterheide (niederdeutsch Wusterheid)
- Padingbüttel (niederdeutsch Padingbüddel)
  - Altendeich (niederdeutsch Olendiek)
  - Rotthausen (niederdeutsch Rotthusen)
- Wremen (niederdeutsch Wreem)
  - Hofe
  - Hülsing (niederdeutsch Hülsen)
  - Rintzeln (niederdeutsch Ritzeln)
  - Schottwarden

### Nachbargemeinden
|  |                                             | Stadt Cuxhaven                            |
|  | Kompassrose, die auf Nachbargemeinden zeigt | Gemeinde Wanna (Samtgemeinde Land Hadeln) |
|  |                                             | Stadt Geestland                           |

(Quelle:)

## Geschichte

### Bildung der Einheitsgemeinde
Die Einheitsgemeinde wurde am 1. Januar 2015 aus den Gemeinden Cappel, Dorum, Midlum, Misselwarden, Mulsum, Nordholz, Padingbüttel und Wremen gebildet. Die Samtgemeinde Land Wursten, der alle Gemeinden außer Nordholz angehörten, wurde zum selben Termin aufgelöst. Hintergrund der Fusion war die Finanzschwäche der Gemeinden; es waren Liquiditätskredite in Höhe von 36,8 Millionen Euro aufgelaufen. Alle beteiligten Gemeinden hatten dem Zusammenschluss zugestimmt, der eine Senkung der Verwaltungskosten ermöglichen soll. Das Land Niedersachsen hatte zudem eine Zins- und Tilgungshilfe in Höhe von 27,6 Millionen Euro zugesagt. Die Verwaltung der neuen Gemeinde befindet sich teils in Dorum, teils in Nordholz.

### Einwohnerentwicklung
| Jahr      | 2015   | 2016   | 2017   | 2018   | 2019   | 2020   |
| --------- | ------ | ------ | ------ | ------ | ------ | ------ |
| Einwohner | 16.965 | 17.102 | 17.094 | 17.069 | 17.095 | 17.101 |

## Religion
Die meisten konfessionell gebundenen Einwohner gehören der evangelisch-lutherischen Kirche an. Die Gemeinden gehören zur Landeskirche Hannover. Die römisch-katholischen Christen gehören zum Dekanat Bremerhaven des Bistums Hildesheim. Die zuständige Pfarrei ist St. Marien, Cuxhaven. Daneben leben noch Angehörige von Freikirchen, islamische und konfessionslose Einwohner in der Gemeinde.

## Politik

### Rat
Der Rat der Gemeinde Wurster Nordseeküste besteht aus 32 Ratsfrauen und Ratsherren. Dies ist die festgelegte Anzahl für eine Gemeinde mit einer Einwohnerzahl zwischen 15.001 und 20.000 Einwohnern. Die 32 Ratsmitglieder werden durch eine Kommunalwahl für jeweils fünf Jahre gewählt. Die aktuelle Amtszeit begann am 1. November 2021 und endet am 31. Oktober 2026.
Stimm- und sitzberechtigt im Rat ist außerdem der hauptamtliche Bürgermeister.
Die Kommunalwahl am 12. September 2021 führte zu folgendem Ergebnis:
| Partei / Liste                                       | Stimmenanteil | Sitze |
| Christlich Demokratische Union Deutschlands (CDU)    | 34,81 %0      | 11    |
| Sozialdemokratische Partei Deutschlands (SPD)        | 32,36 %0      | 10    |
| Bündnis 90/Die Grünen                                | 10,78 %0      | 4     |
| Alternative für Deutschland (AfD)                    | 4,38 %        | 1     |
| DIE LINKE                                            | 2,24 %        | 1     |
| Wählerinitiative Wurster Liste/Bürgerfraktion (WLBF) | 7,21 %        | 2     |
| Wählergemeinschaft „MoiN“                            | 5,53 %        | 2     |
| Bürgerfraktion „Die Nordholzer“ (BFN)                | 1,36 %        | 1     |
| Sonstige                                             | 1,32 %        | 0     |

### Bürgermeister
Hauptamtlicher Bürgermeister der Gemeinde Wurster Nordseeküste ist Jörg-Andreas Sagemühl (CDU).  In der Wahl am 9. Juni  2024 kam keiner der vier Kandidaten auf die erforderliche Mehrheit. Bei der Stichwahl am 23. Juni 2024 wurde Sagemühl mit 62,87 % der Stimmen gewählt. Die Wahlbeteiligung lag bei 44,73 %. Sagemühl trat sein Amt am 27. Juni 2024 an.

### Wappen
Das Kommunalwappen der Gemeinde Wurster Nordseeküste wurde aus einer Kombination der Wappen der Ortschaften Dorum, Nordholz und Wremen entworfen.
| Wappen von Wurster Nordseeküste | Blasonierung: „Gespalten, vorne am Spalt in Gold ein halber rot-bewehrter schwarzer Adler, hinten über grünem Schildfuß, darin ein aufrecht stehendes goldenes Kleeblatt, ein silberner Wellenbalken, in Rot eine silberne Tanne.“ |
| Wappen von Wurster Nordseeküste | Wappenbegründung: Der halbe Adler, der sich in vielen friesischen Wappen findet, weist auf die Bedeutung des freien friesischen Land Wursten hin. Die Tanne als Sinnbild für Holz und Wald verweist auf den Ortsnamen der ehemaligen Gemeinde Nordholz, die mit der Samtgemeinde Land Wursten zur neuen Einheitsgemeinde zusammengeschlossen wurde. Der silberne Wellenbalken soll auf den Strand und den Badetourismus hinweisen. Das goldene Kleeblatt im grünen Schildfuß symbolisiert die fruchtbaren Marschen im Gemeindegebiet. |

### Flagge
Flaggenbeschreibung: „In zwei gleichbreiten Bahnen von grün (oben) und weiß (unten) gestreift; in der Mitte das Wappen der Gemeinde Wurster Nordseeküste.“

### Dienstsiegel
Das Dienstsiegel enthält das Wappen und die Umschrift „Gemeinde Wurster Nordseeküste, Landkreis Cuxhaven“.

### Gemeindepartnerschaften
Es besteht eine Gemeindepartnerschaft mit Ploeren in Frankreich, die von der Samtgemeinde Land Wursten im Jahr 2005 begründet wurde. Mit der Auflösung der Samtgemeinde übernahm die Gemeinde Wurster Nordseeküste diese Partnerschaft.

## Kultur und Sehenswürdigkeiten

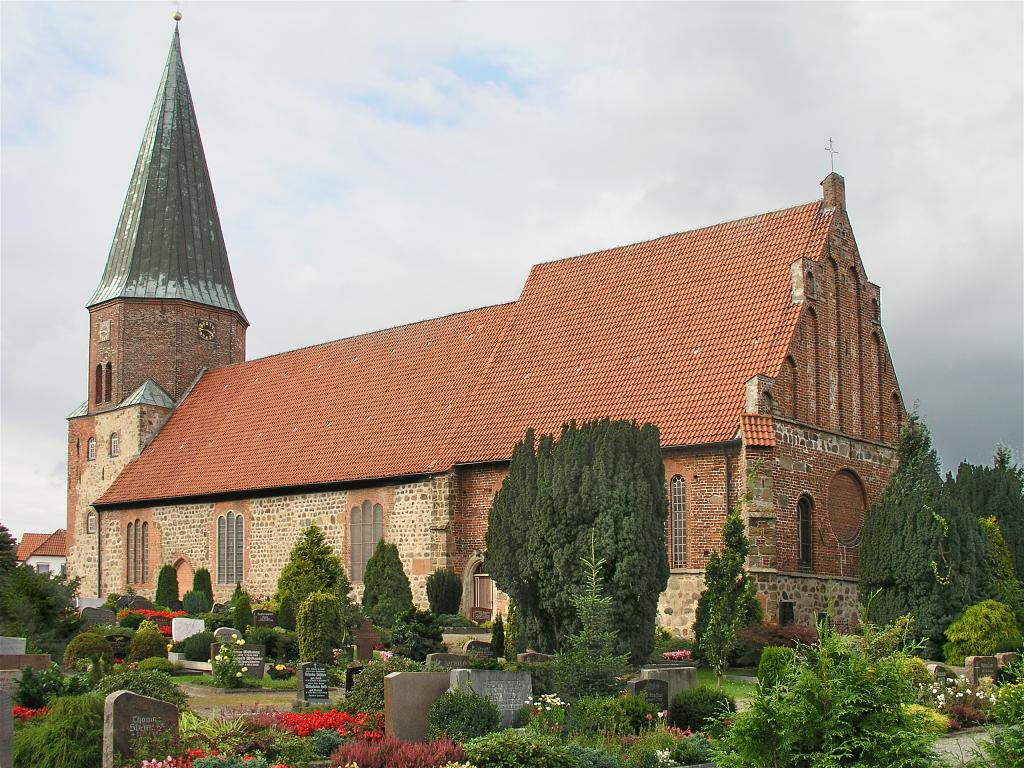
St.-Urbanus-Kirche in Dorum

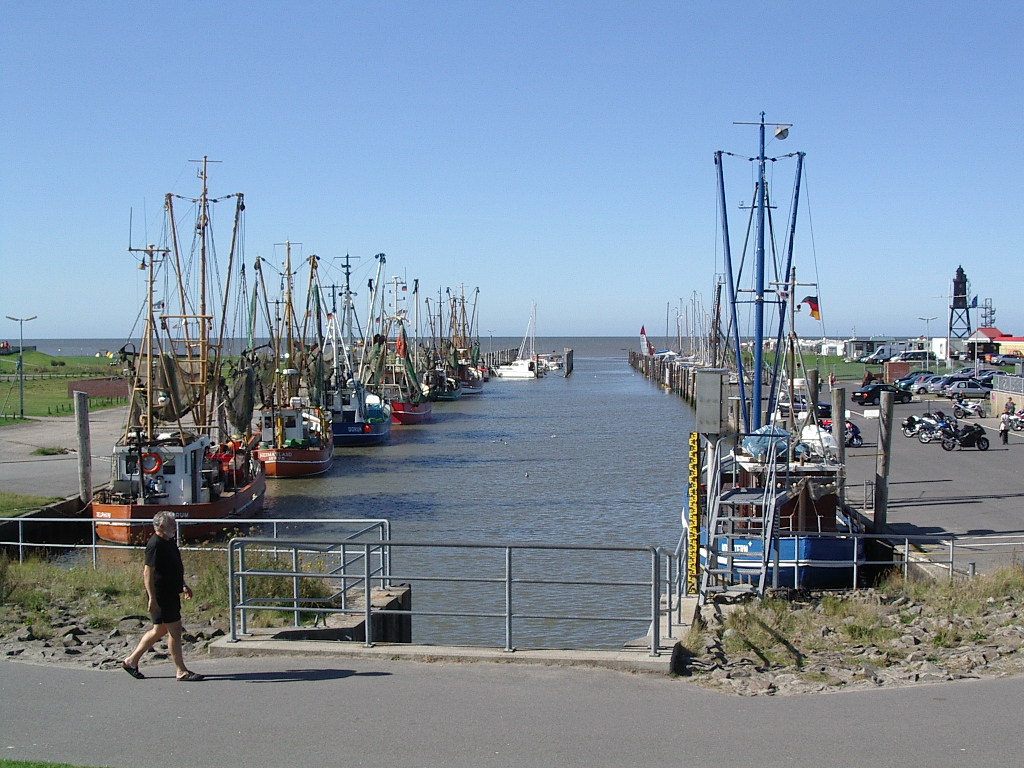
Kutterhafen am Dorumer Tief in Dorum-Neufeld

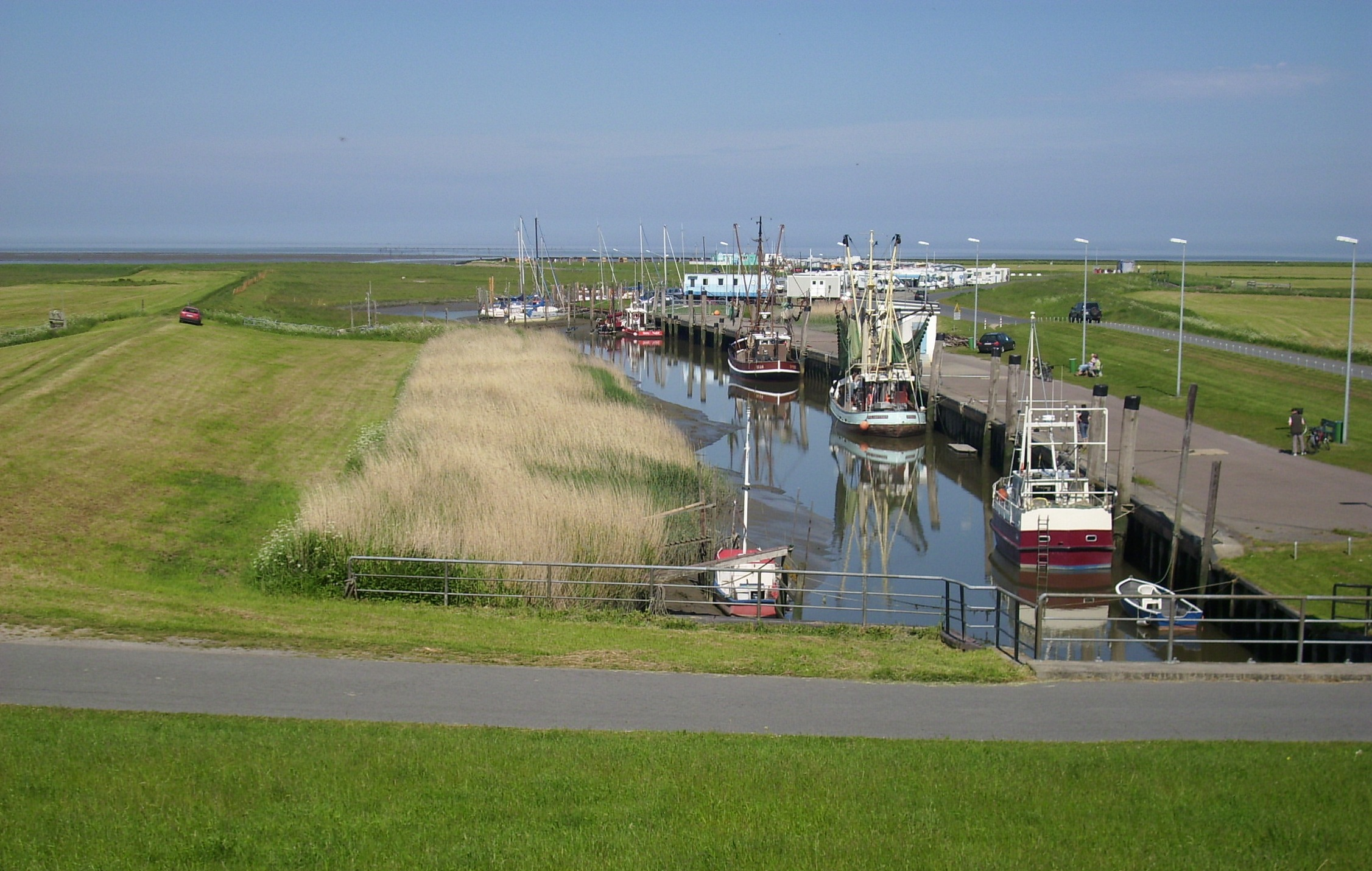
Hafenansicht von Spieka-Neufeld

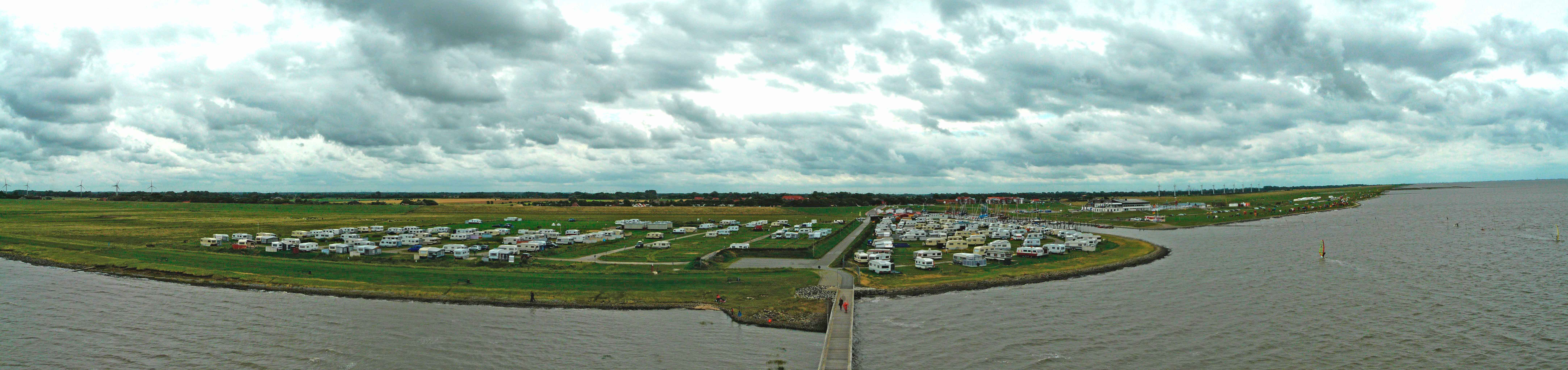
Panoramablick vom Leuchtturm Obereversand

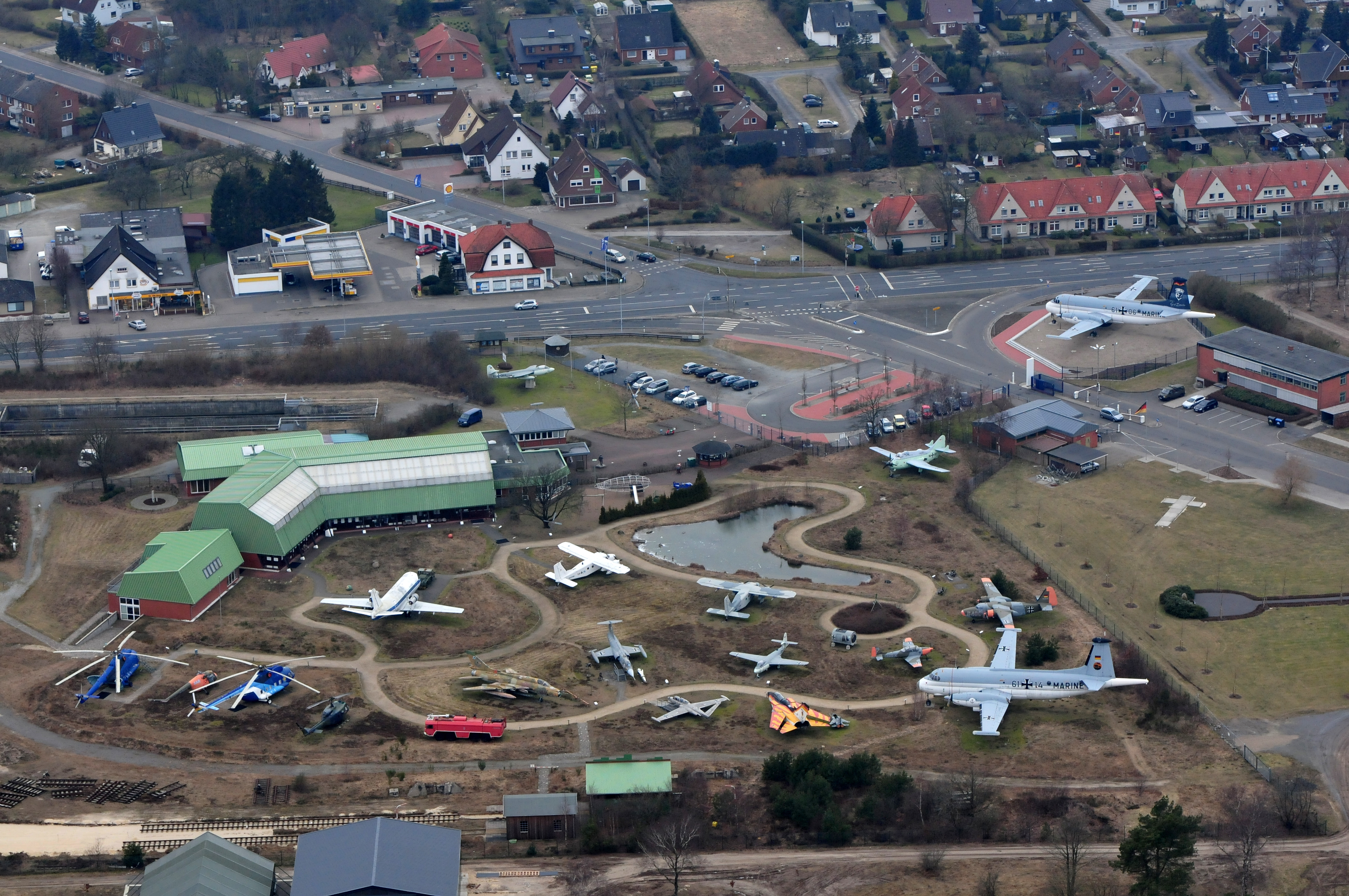
Aeronauticum in Nordholz

### Bauwerke
- Wremer Sielhafen
- Hafen in Dorum-Neufeld
- Hafen in Spieka-Neufeld
- Leuchtturm „Kleiner Preuße“
- Leuchtturm „Obereversand“
- Galerieholländermühle in Midlum
- Kirche in Midlum
- Kirche in Mulsum
- St.-Katharinen-Kirche in Misselwarden
- St.-Matthäus-Kirche in Padingbüttel
- St.-Urbanus-Kirche in Dorum
- Willehadi-Kirche in Wremen

### Museen
- Museum für Wattenfischerei
- Kurioses Muschelmuseum Wremen
- Deichmuseum Land Wursten
- Luftschiff- und Marinefliegermuseum „Aeronauticum“

### Parks
- Nationalpark Niedersächsisches Wattenmeer

### Kulinarische Spezialitäten
- Krabben- und Fischspezialitäten

## Wirtschaft & Verkehr

### Wirtschaft
Die Gemeinde Wurster Nordseeküste ist mit der Ortschaft Wremen als Nordseebad staatlich anerkannt. Seit September 2024 ist auch der Ortsteil Dorum-Neufeld wieder als Nordseebad staatlich anerkannt.
Die Gemeinde verfügt über 29 Beherbergungsbetriebe (mit zehn und mehr Betten) und Campingplätze (mit zehn und mehr Stellplätzen). 2024 wurden insgesamt 5.563 Schlafgelegenheiten angeboten, es wurden 259.682 Übernachtungen (Vorjahr: 269.489) gezählt. Hinzu kommen die touristischen Übernachtungen in Betrieben, die weniger als zehn Betten bzw. Stellplätze aufweisen.

### Verkehr
- Straßenverkehr

Die Anschlussstelle Nordholz an der Bundesautobahn 27 befindet sich auf dem Gemeindegebiet.
- Schienenverkehr

Die Gemeinde hat Bahnhöfe und Haltepunkte in den Ortschaften Wremen, Dorum und Nordholz an der Bahnstrecke Bremerhaven–Cuxhaven.
- ÖPNV

Durch die Gemeinde Wurster Nordseeküste fahren viele Regionalbuslinien, die hauptsächlich auf den Schülerverkehr ausgerichtet sind. Das Anruf-Sammel-Taxi (AST) bietet eine Ergänzung im ÖPNV-Angebot. Es kann an allen Tagen der Woche (auch in den Schulferien) geordert werden.
- Flugverkehr

Der Flughafen Cuxhaven-Nordholz oder auch SEA-AIRPORT ist ein kombinierter Marinefliegerstützpunkt und Zivilflugplatz für Flüge zu den Inseln in der Nordsee. Zudem ist neben dem Marinefliegerstützpunkt der Sonderlandeplatz Nordholz-Spieka ansässig.

## Sagen und Legenden
| Land Wursten: - Vom Bau des Wurster Seedeichs - Das Adlerwappen - Der starke Friese - Die Teufelsscheune - Alle Schuld rächt sich auf Erden - Vom Kind und der Katz - Knechtsand (Quelle:) |                                             |  | Weitere Sagen und Legenden siehe unter den Ortschaften der Einheitsgemeinde: \| - Cappel - Dorum - Midlum - Misselwarden \| - Mulsum - Nordholz - Padingbüttel - Wremen \| |
| - Cappel - Dorum - Midlum - Misselwarden | - Mulsum - Nordholz - Padingbüttel - Wremen |  | |

## Auf dem Gebiet der heutigen Gemeinde geborene Persönlichkeiten
- Tjede Peckes (um 1500–1517), geb. in Padingbüttel, wurtfriesische Fahnenjungfer (auch als Jeanne d’Arc des Nordens bezeichnet)
- Vincent Lübeck (1654–1740), geb. in Padingbüttel, barocker Komponist
- Eibe Siade Johans (1659–1720), geb. in Padingbüttel, Oberdeichgraf
- Heinrich Erhard Heeren (1728–1811), geb. in Wremen, evangelischer Geistlicher, Pastor, Lehrer, Prediger am Dom zu Bremen sowie Autor und Kirchenlieddichter
- Johann Georg Repsold (1770–1830), geb. in Wremen, Feinmechaniker und Gründer der berühmten Werkstatt für astronomische Instrumente
- Wilhelm Jantzen (1800–1880), geb. in Dorum, Hamburger Kaufmann und Abgeordneter
- Justus Alexander Saxer (1801–1875), geb. in Dorum, Theologe und Generalsuperintendent der Generaldiözese Bremen-Verden
- Wilhelm von Borries (1802–1883), geb. in Dorum, führender Politiker des Königreichs Hannover und Mitglied des westfälisch-niedersächsischen Adelsgeschlechts Borries
- Johann Finckh (1807–1867), geb. in Dorum, adliges Familienmitglied derer von Finckh, Präsident des Obergerichts sowie Landtagspräsident des Großherzogtums Oldenburg
- Bernhard von Langenbeck (1810–1887), geb. in Padingbüttel, Chirurg
- Ernst Friedrich Adickes (1811–1878), geb. in Cappeln, Politiker und Mitglied des Reichstages
- Carl Erxleben (1815–1882), geb. in Nordholz, Verwaltungsbeamter und Politiker
- Sophus Ruge (1831–1903), geb. in Dorum, Geograph
- Eibe Hinrich Behlers (* 2. März 1835; † 16. März 1896), geb. in Oberhausen, Deichgeschworener, er setzte sich für die Entwässerung des Marschenlandes ein und bekämpfte somit das „Kalte Fieber“ (= malariaähnliche Krankheit, auch Sumpf- und Marschenfieber genannt), an dem damals viele Bauern litten, die Dorumer Behlersstraße wurde nach ihm benannt und im Eingangsbereich des Amtsgartens erinnert ein Gedenkstein an seine Verdienste
- Nikolaus August Siebs (1849–1910), geb. in Wremen, Kaufmann, er stieg mit seiner Firma Siemssen & Co. mit Sitz in Hamburg und Hongkong zu einem der bedeutendsten Handelsunternehmen in Ostasien auf
- Carl Fiedler (1864–1955), geb. in Dorum, Entomologe und Mediziner
- Gustav von der Osten (1866–1923), geb. in Misselwarden, Historiker, Lehrer, Gymnasialdirektor und Heimatforscher
- Heinrich Meldau (1866–1937), geb. in Nordholz, Nautiklehrer
- Heinrich Siebern (1872–1938), geb. in Dorum, Landesbauinspektor, Regierungsbaumeister, Provinzialkonservator, Hochschullehrer für Denkmalpflege, Autor und Flurnamen-Sammler
- Hans Windels (1882–1949), geb. in Dorum, Landrat
- August Schlichting (1882–1965), geb. in Wremen, Arbeitsmann in der Landwirtschaft und Buttfänger
- Paul Windels (1883–1970), geb. in Dorum, Verwaltungsjurist und Landrat
- August Fouckhardt (1884–1970), geb. in Wremen, Architekt, Zimmermann, Gastwirt
- Karl Olfers (1888–1968), geb. in Dorum, Politiker (SPD)
- Erich von Lehe (1894–1983), geb. in Padingbüttel, Archivar und Historiker
- Johann Frers (1895–1952), geb. in Dorum, Chemiker
- Dorothea von der Osten (1896–1985), geb. in Misselwarden, Fotografin
- Ludwig Arps (1907–1974), geb. in Padingbüttel, Wissenschaftler und Autor
- Rolf Dircksen (1907–1983), geb. in Wremen, Biologe, Hochschullehrer und Buchautor
- Heinrich Sievers (1908–1999), geb. in Dorum, Musikwissenschaftler, Musikkritiker, Hochschullehrer und Dirigent
- Rudi Steinkamp (* 1938), geb. in Dorum, Basketballfunktionär und ehemaliger -schiedsrichter
- Wolfgang von Geldern (* 1944), geb. in Dorum, Politiker (CDU), Bundestagsabgeordneter, Parlamentarischer Staatssekretär, Vorsitzender der Schutzgemeinschaft Deutscher Wald (SDW)
- Holger Fischer (* 1946), geb. in Nordholz, Finnougrist und Hochschullehrer
- Siegfried Breuer (1947–2018), geb. in Mulsum, Politiker (SPD)
- Andreas Kopton (* 1956), geb. in Wremen, IHK-Präsident, Chef der Industrie- und Handelskammer Schwaben
- Norbert König (* 1958), geb. in Deichsende, Sportmoderator